# أستراليا المفتوحة 2021
كانت بطولة أستراليا المفتوحة لعام 2021 إحدى بطولات التنس الكبرى التي أقيمت في مدينة ملبورن في ملبورن بارك في الفترة من 8 إلى 21 فبراير 2021. وكانت هذه هي النسخة 109 من بطولة أستراليا المفتوحة، والنسخة 53 في العصر المفتوح، وأول بطولة كبرى لهذا العام. كان من المقرر أصلاً أن تكون في الفترة بين 18-31 يناير 2021، ولكن تم تأجيلها لمدة ثلاثة أسابيع حتى فبراير بسبب وباء COVID-19 .
تتكون البطولة من أحداث للاعبين المحترفين في الفردي والزوجي والمختلط. تنافس لاعبو الكراسي المتحركة في بطولات الفردي والزوجي. كما في السنوات السابقة كانت شركة كيا الراعي الرئيسي للبطولة.
دافع اللاعب نوفاك ديوكوفيتش بنجاح عن لقب فردي الرجال حيث حقق لقبه الثامن عشر في البطولات الأربع الكبرى متغلبًا على دانييل ميدفيديف في مجموعات متتالية.
في طريقها إلى البطولة كانت اللاعبة صوفيا كينين المدافعة عن لقب فردي السيدات لكنها خسرت أمام كايا كانيبي في الجولة الثانية. أما في النهائي كانت نعومي أوساكا هي التي حصدت لقبها الرابع في البطولات الأربع الكبرى عندما هزمت جينيفر برادي (والتي كانت تتنافس في أول نهائي لها في البطولات الأربع الكبرى) في مجموعات متتالية.

## المسابقة

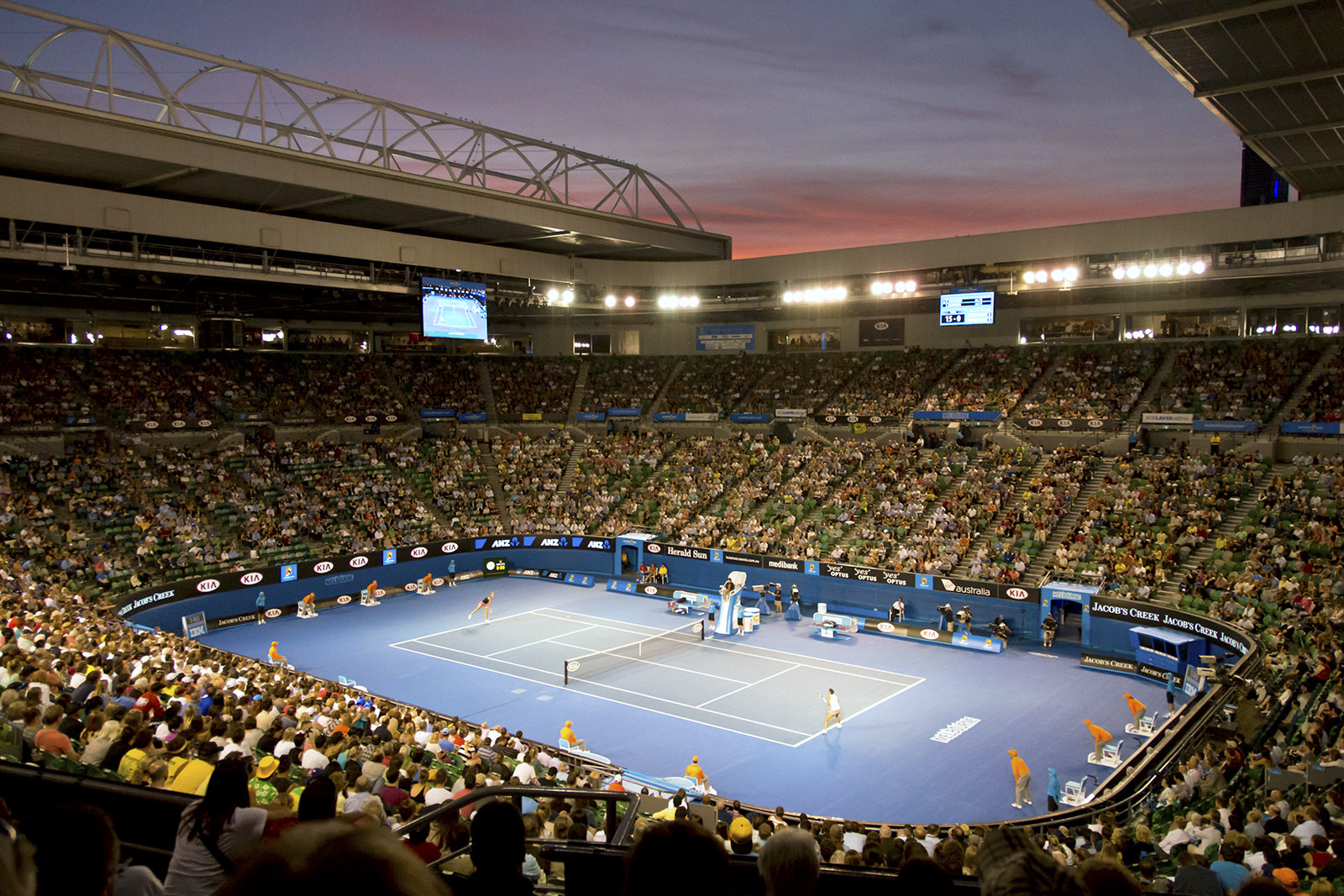
ملعب رود لافر في عام 2013، حيث تقام نهائيات بطولة أستراليا المفتوحة

بطولة أستراليا المفتوحة لعام 2021 هي النسخة 109 من البطولة، التي تقام في ملبورن بارك في ملبورن، في فيكتوريا في أستراليا.
تدار البطولة من قبل الاتحاد الدولي للتنس (ITF) وهي جزء من جولة ATP 2021 وتقويمات WTA Tour 2021 ضمن فئة البطولات الكبرى لكرة المضرب. تتكون البطولة من فردي وزوجي سيدات ورجال بالإضافة إلى أحداث الزوجي المختلط. هناك أحداث فردية وزوجية لكل من الفتيان والفتيات (اللاعبون أقل من 18 عامًا)، والتي تعد جزءًا من بطولات الدرجة الأولى. ستقام منافسات الناشئين في وقت لاحق في عام 2021. هناك أيضًا أحداث فردية وزوجية ورباعية للاعبي التنس على الكراسي المتحركة للرجال والسيدات كجزء من جولة NEC ضمن فئة البطولات الكبرى لكرة المضرب.
تقام البطولة على ملاعب صلبة وتقام عبر سلسلة من 25 ملعبًا، وملاعب العرض الأربعة الرئيسية هي «رود لافر أرينا»، و«جون كاين أرينا» (ملبورن أرينا سابقًا)، و«مارغريت كورت أرينا»، و 1573 أرينا.

## روابط خارجية
- الموقع الرسمي لبطولة استراليا المفتوحة

لا توجد روابط لمواقع التواصل الاجتماعي.